# Un'altra vita (album Elodie)
Un'altra vita è l'album di debutto della cantante italiana Elodie, prodotto da Emma Marrone e Luca Mattioni e pubblicato il 20 maggio 2016 dalla Universal.

## Descrizione
Pubblicato poco prima della finale della quindicesima edizione del talent show Amici di Maria De Filippi in cui la cantante è arrivata seconda, Un'altra vita segna il debutto di Elodie come cantante.
Prodotto da Luca Mattioni e Emma Marrone (quest'ultima coach della squadra in cui Elodie gareggiava durante Amici), l'album contiene otto brani, tra cui il singolo omonimo Un'altra vita e tre brani, Tutto questo, Amore avrai e L'imperfezione della vita, precedentemente presentati durante il serale di Amici. Come secondo singolo è stato estratto il brano Amore avrai mentre, come terzo ed ultimo singolo è stato estratto L'imperfezione della vita.
I brani sono stati scritti principalmente da Fabrizio Moro, Federica Abbate, Cheope e Federica Camba, ma hanno collaborato anche Luca Mattioni, Daniele Coro, Emma Marrone e Francesco Renga.
L'album deve il suo nome al brano Un'altra vita (primo singolo) che è stato il primo inedito presentato da Elodie nella scuola di Amici, scritto per lei dal professore Fabrizio Moro, e che si è contesa con il gruppo La Rua.

## Accoglienza
| Recensione | Giudizio |
| ---------- | -------- |
| Rockol     | 6/10     |

## Tracce
1. Un'altra vita – 2:58 (Fabrizio Mobrici, Roberto Cardelli)
2. Giorni spensierati – 3:06 (Fabrizio Mobrici, Roberto Cardelli)
3. Due anime perse – 3:32 (Diego Calvetti, Francesco Renga)
4. L'imperfezione della vita – 3:57 (Federica Abbate)
5. Amore avrai – 3:29 (Luca Mattioni, Mario Cianchi, Emmanuela Marrone)
6. Una strada infinita – 3:17 (Ermal Meta, Roberto Cardelli)
7. La bellezza del mondo – 3:36 (Federica Abbate, Alfredo Rapetti)
8. Tutto questo – 4:31 (Federica Camba, Daniele Coro)

## Successo commerciale
Un'altra vita ha riscosso un buon successo in Italia, nel quale ha raggiunto la seconda posizione della relativa classifica, essendo certificato disco d'oro nelle prime cinque settimane dall'uscita del medesimo per le oltre 25 000 copie distribuite. L'album in Svizzera ha raggiunto la posizione numero 86.
Un'altra vita ha collezionato 20 settimane di permanenza in classifica.
L'album torna nella classifica italiana durante l'ottava settimana del 2017 alla posizione numero 100, in occasione della partecipazione della cantante al Festival di Sanremo 2017.

## Classifiche

### Classifiche settimanali
| Classifica (2016) | Posizione massima |
| ----------------- | ----------------- |
| Italia            | 2                 |
| Svizzera          | 86                |

### Classifiche annuali
| Classifica (2016) | Posizione massima |
| ----------------- | ----------------- |
| Italia            | 33                |